# Ashprihanal Pekka Aalto
Ashprihanal Pekka Aalto (* 27. August 1970, Finnland) ist ein Ultramarathonläufer. Er begann das Laufen als Hobby im Alter von 25. Er arbeitet als Kurier. Ashprihanal ist ein Schüler des indischen Guru Sri Chinmoy. Die finnische Präsidentin Tarja Halonen verlieh ihm 2006 den Titel „International Ambassador of Sport“.

## Werdegang
Seit 2006 war er der Halter der zweitbesten Zeit des 3100-Mile-Races. Aalto beendete 2006 in San Francisco den One Day 24 hour endurance race mit über 201 km. Er ist dreifacher Gewinner des The Self-Transcendence Six Day Race in New York City (in sechs Tagen 1208 km). Innerhalb von drei Jahren lief er alle drei jährlichen Mehrtagesläufe (six day race, 3100 mile race, 700 miles). Er hat den weltweit längsten zertifizierten Lauf, den Self-Transcendence 3100 Mile Race, neunmal gewonnen. 2015 stellte er den Streckenrekord auf mit der Zeit von 40 Tagen 09:06:21 und durchschnittlich 123,55 gelaufenen Kilometern pro Tag.

## Rennen
| Jahr | Rennen                               | Strecke (Meilen) | Strecke (km) | Zeit (Tage, Stunden, Minuten, Sekunden) | Platzierung |
| ---- | ------------------------------------ | ---------------- | ------------ | --------------------------------------- | ----------- |
| 1999 | Sri Chinmoy Ultra Trio 700 Mile Race | 700              | 1126         | 09:09:10:40                             | 1.          |
| 2000 | Sri Chinmoy Ultra Trio 700 Mile Race | 700              | 1126         | 09:09:44:59                             | 1.          |
| 2000 | Self-Transcendence 10 Day Race       | 669              | 1078         | 10:00:00:00                             | 2.          |
| 2000 | Self-Transcendence 3100 Mile Race    | 3100             | 4988         | 47:13:29:55                             | 1.          |
| 2001 | Self-Transcendence 10 Day Race       | 349              | 561          | 10:00:00:00                             | —           |
| 2001 | Sri Chinmoy Ultra Trio 700 Mile Race | 700              | 1126         | 09:20:32:29                             | 1.          |
| 2001 | Self-Transcendence 3100 Mile Race    | 3100             | 4988         | 48:10:56:12                             | 1.          |
| 2002 | Self-Transcendence 6 Day Race        | 422              | 679          | 06:00:00:00                             | 1.          |
| 2002 | Self-Transcendence 3100 Mile Race    | 3100             | 4988         | 46:13:27:51                             | —           |
| 2003 | Self-Transcendence 6 Day Race        | 457              | 735          | 06:00:00:00                             | 1.          |
| 2004 | Self-Transcendence 6 Day Race        | 433              | 696          | 06:00:00:00                             | 1.          |
| 2004 | Self-Transcendence 3100 Mile Race    | 3100             | 4988         | 46:06:55:11                             | 1.          |
| 2005 | Self-Transcendence 3100 Mile Race    | 3100             | 4988         | 49:10:28:49                             | —           |
| 2006 | Self-Transcendence 3100 Mile Race    | 3100             | 4988         | 43:15:49:33                             | 2.          |
| 2007 | Self-Transcendence 3100 Mile Race    | 3100             | 4988         | 43:04:26:32                             | 1.          |
| 2008 | Self-Transcendence 3100 Mile Race    | 3100             | 4988         | 44:02:42:15                             | 1.          |
| 2009 | Self-Transcendence 3100 Mile Race    | 3100             | 4988         | 43:16:28:06                             | 1.          |
| 2010 | Self-Transcendence 3100 Mile Race    | 3100             | 4988         | 46:07:37:24                             | 1.          |
| 2011 | Self-Transcendence 6 Day Race        | 751              | 1208         | 06:00:00:00                             | 2.          |
| 2011 | Self-Transcendence 3100 Mile Race    | 3100             | 4988         | 46:07:37:24                             | 3.          |
| 2012 | Self-Transcendence 6 Day Race        | 470              | 756          | 06:00:00:00                             | 2.          |
| 2013 | Self-Transcendence 3100 Mile Race    | 3100             | 4988         | 48:16:14:33                             | 3.          |
| 2014 | Self-Transcendence 10 Day Race       | 833              | 1340         | 10:00:00:00                             | 1.          |
| 2015 | Self-Transcendence 3100 Mile Race    | 3100             | 4988         | 40:09:06:21                             | 1.          |
| 2016 | Self-Transcendence 3100 Mile Race    | 3100             | 4988         | 46:02:54:22                             | 2.          |
| 2019 | Self-Transcendence 3100 Mile Race    | 3100             | 4988         | 47:01:39:34                             | 1.          |